# Леон, Томас
Тома́с Лео́н (исп. Tomás León; 21 декабря 1826, Мехико — 18 марта 1893, Мехико) — мексиканский композитор, пианист и музыкальный педагог.

## Биография
Получил первые уроки фортепиано у своей матери, затем учился у Хосе Марии Овьедо. С 14 лет работал органистом в соборе Сан-Фелипе-Нери. В 1854 году входил в комиссию по выбору национального гимна Мексики. В том же году предпринял европейские гастроли, в частности, выступив перед нидерландским королевским двором вместе с Франсом Куненом и Эрнстом Любеком, знакомыми ему со времён их латиноамериканских гастролей. В 1866 году выступил одним из основателей Национальной консерватории. В 1873 году вышел в отставку в знак протеста против правительственного требования всем преподавателям заявить о своей поддержке гражданских реформ президента Лердо Техады. В дальнейшем преподавал частным образом, продолжал также выступать как солист, аккомпанировал скрипачам Францу Жеэну-Прюму и Жозефу Уайту. Композиторское наследие Леона состоит из салонной фортепианной музыки и романсов.